# Displasia placentare mesenchimale
La displasia placentare mesenchimale (PMD) è una rara anomalia vascolare della placenta, in cui si osservano modificazioni molari cistiche diffuse con una placenta ispessita. È stata descritta per la prima volta nel 1991 da Moscoso come una placenta ingrandita con diffusa iperplasia villosa del peduncolo con livelli aumentati di α-FP nel sangue materno e segni ecografici suggestivi di mola parziale. 
La sua incidenza è stimata intorno allo 0,02%. In realtà la PMD è sottostimata in quanto ancora misconosciuta, venendo spesso erroneamente diagnosticata come mola idatiforme parziale.

## Etiopatogenesi
La PMD si associa ad un cariotipo normale e risulta più frequente nei feti di sesso femminile, con un rapporto F:M di 3,6:1. 
Nel 23% dei casi si associa alla sindrome di Beckwith-Wiedemann (BWS), suggerendo una base genetica comune. Nella BWS (caratterizzata da macrosomia, visceromegalia, macroglossia ed onfalocele) si osserva un'iperespressione di IGF-2 (Insulin Growth Factor 2) il cui gene è localizzato sul cromosoma 11p15.5. Normalmente l'allele materno è soppresso (imprinting materno), mentre nella BWS vi è un alterato imprinting con isodisomia paterna. La maggior incidenza di PMD nei feti di sesso femminile ha fatto supporre una eredità di tipo X-linked. In Letteratura è descritto un caso di PMD in un feto di sesso femminile con delezione del braccio corto del cromosoma X. Nella regione Xp22.31 è localizzato il gene che codifica per VEGF-1 (Vacular Endotelial Growth Factor), la cui iperespressione spiegherebbe la coriangiosi (ipercapillarizzazione di più di 10 villi terminali con 10 o più capillari per ogni villo) osservata nella PMD. 
Nonostante il cariotipo nella PMD è  normale (a differenza della mola parziale che si associa nel 70-80% dei casi a triploidia con 2 set paterni ed uno materno), sono descritti in letteratura anche tre casi di PMD associati ad aneuploidie: una trisomia 13 con traslocazione bilanciata tra i cromosomi 1 e 13; una sindrome di Klinefertel (47, XXY) e una triploidia (69,XXX). 
Descritti anche casi di PMD con feti affetti da emangioma congenito, amartomi vascolari ed amartomi epatici mesenchimali, suggerendo l'esistenza di un difetto comune nel mesoderma placentare ed embrionale.  
Descritto in Letteratura anche un mosaicismo androgenetico-biparentale tessuto placentare-specifico come possibile causa della PMD. In particolare è stato osservato un mosaicismo placentare in cui la linea cellulare androgenetica dà origine ad una porzione variabile di corion e mesenchima villoso con le caratteristiche alterazioni morfologiche riscontrate nella PMD. 
Secondo un'altra teoria, le alterazioni del cordone ombelicale (inserzione velamentosa, arteria ombelicale singola, cordone lungo, etc.) potrebbero essere la causa della PMD, in quanto causando uno stato di ipossia cronica stimolano il rimodellamento placentare con conseguente ipervacolarizzazione (corioangiosi), aumentata eritropoiesi ed iperplasia stromale (villi displastici). 
Infine l'osservazione che la PMD si associa a feti affetti da emangioma congenito, amartomi vescolari ed amartomi epatici mesenchimali, ha fatto supporre l'esistenza di un difetto comune nel mesoderma placentare ed embrionale.

## Anatomia patologica
Macroscopicamente la placenta è ingrossata, con dilatazione e congestione dei vasi del piatto coriale. In alcuni casi sono presenti cisti “a grappolo” dovute alla dilatazione idropica dei peduncoli villosi. Microscopicamente si osservano peduncoli villosi dilatati e spesso ricoperti da abbondante materiale fibrinoide. La degenerazione cistica dello stroma villoso forma cisterne simili a quelle osservate nella mola, ma qui mancano l'iperplasia trofoblastica e le inclusioni. Possono essere osservati vasi con pareti ispessite e trombizzati ed area di infarto emorragico.

## Diagnosi
La diagnosi ecografica della PMD si basa sul riconoscimento dei seguenti segni ecografici:
- Aree ipoecogene, aspetto cistico placentare (80%)
- Iperplacentosi, placenta ispessita (50%)
- Vasi coriali dilatati (16%)
- Anomalie fetali (38%)

La PMD si associa inoltre ad aumentati livelli di α-FP nel 70% dei casi e di hCG nel 38% dei casi.
La diagnosi di PMD è istologica e si basa sull'assenza dell'iperplasia trofoblastica che invece è il segno tipico della mola idatiforme.

## Diagnosi differenziale
- Mola parziale: la placenta presenta aree cistiche date dalla degenerazione idropica dei villi; al color-Doppler si osserva flusso ad alta velocità e bassa impedenza, con riduzione delle resistenze nella massa molare.
- CMCF (Complete Mola with Coexsisten Fetus): gravidanza gemellare con feto normale e mola completa nell'altro sacco.
- Coriangioma: tumore placentare più frequente, è caratterizzato da una lesione ben circoscritta con differente ecogenicità  rispetto alla restante placenta. La diagnosi ecografica si basa sull'aumentata vascolarizzazione o sulla presenza di larghi vasi che alimentano il tumore con indice di pulsatilità uguale a quello del cordone ombelicale.
- Ematoma placentare: massa solida e/o cistica simile al coriangioma dal quale si differenzia per l'assenza di flusso ematico al suo interno al color-Doppler
- Infarto placentare.
- Aborto spontaneo con degenerazione idropica.

## Gestione
In caso di sospetta diagnosi di PMD utile eseguire:
- esame del cariotipo fetale,
- dosaggio α-fetoproteina su liquido amniotico,
- studio accurato di tutta l'anatomia fetale,
- controlli ecografici seriati per valutare la crescita fetale,
- esame istologico della placenta.

## Outcome materno-fetale
Solo nel 9% dei casi la gravidanza termina senza complicanze materno-fetali.
Più frequentemente la gravidanza è complicata da: interruzione della gravidanza (19%), ritardo di crescita fetale intrauterino (33%), morte endouterina del feto (13%), parto pretermine (52%), minaccia di parto pretermine (33%) e rottura prematura delle membrane amnio coriali (17%). Nel 9% di casi compaiono complicanze materne quali: preeclampsia/eclampsia, sindrome HELLP o ipertensione gestazionale.